# Villar-Fouchard
Pour les articles homonymes, voir Villar.
Villar-Fouchard (en italien, Villar Focchiardo) est une commune italienne d'environ 2 000 habitants, située en la Val de Suse, dans la ville métropolitaine de Turin dans la région Piémont dans le Nord-Ouest de l'Italie.

## Culture et patrimoine

### Lieux et monuments
- Chartreuse de Montebenedetto
- Chartreuse de Banda

## Administration
| Période                                  | Période  | Identité                 | Étiquette | Qualité |
| ---------------------------------------- | -------- | ------------------------ | --------- | ------- |
| 1995                                     | 2004     | Emilio Stefano Chiaberto | civica    |         |
| 2004                                     | 2009     | Luigi Franco             | civica    |         |
| 2009                                     | en cours | Emilio Stefano Chiaberto | civica    |         |
| Les données manquantes sont à compléter. |          |                          |           |         |

## Jumelages
Saint-Julien-Mont-Denis (France)

### Communes limitrophes
Saint-Didier, Saint-Joire, Bourgon, Saint-Antonin, Couasse